# Bega Begum
Bega Begum (1511 - 17 de enero de 1582) fue emperatriz del Imperio mogol, como primera esposa y consorte del emperador Humayun.
Su legado arquitectónico más importante es el mausoleo de su marido, la tumba de Humayun en Delhi, la cual encargó a finales del siglo XVI. Dicho mausoleo fue el primero en ser construido para un emperador mogol y el primer jardín-tumba del Subcontinente indio.
Bega también fue conocida con el nombre de "Hajji Begum", después de emprender la peregrinación del "Hajj" a La Meca.

## Juventud
Bega fue la hija del tío materno de Humayun, Yagdar Beg Taghai. Fue una mujer sabia, muy educada y con profundos conocimientos sobre medicina y tratamientos medicinales.
Bega se casó con su primo hermano, el príncipe Humayun, en el año 1527. Las nupcias tuvieron lugar mientras Humayun se encontraba en Badajshán, durante su segundo mandato como Virrey. En noviembre del año siguiente, dio a luz al primer hijo de Humayun, un niño llamado Shahzada Al-Aman Mirza. La pareja real fue felicitada por el emperador, pero a la vez también fueron muy criticados por poner a su hijo Al-Aman un nombre que, según él, era de mal agüero. El joven príncipe falleció en la infancia.

### Emperatriz
Cuando falleció su suegro, el emperador Babur, en el año 1530 su esposo ascendió al trono a los veintitrés años de edad, mientras que ella contaba con dieciocho años cuando se convirtió en emperatriz. Como emperatriz, ella siempre fue tenida en muy alta estima por su esposo y permaneció siendo su favorita, así como siendo la primera dama del Imperio, hasta la muerte de Humayun.
En el año 1531 la joven emperatriz viajó desde Kabul hasta Agra, donde anunció su embarazo a la familia imperial. A su debido tiempo, dio a luz a una niña llamada Shahzadi Aqiqa Sultan Begum en Agra. En el año 1539, Bega acompañó a su marido a Chausa, Bengala, donde fue hecha prisionera por Sher Shah Suri, después de un ataque por sorpresa llevado a cabo en el territorio mogol. En la mañana del 26 de junio de ese mismo año, Humayun fue informado sobre la captura de su esposa y reclutó a una pequeña guardia, que constaba de cuatro nobles, para rescatar a la emperatriz. Todos los nobles excepto uno fueron asesinados. Solo uno regresó al lado de Humayun. 
Si bien estaba cautiva, Sher Shah la trató con mucha cortesía, la respetó y la devolvió a Humayun de la forma más honorable con una escolta que se encontraba bajo el mando de su general de más confianza, Khwas Khan. Sin embargo, durante la expedición militar a Chausa, su hija de ocho años, Aqiqa Begum, fue hecha prisionera y jamás la pudieron rescatar. Humayun quedó muy devastado por la pérdida de su hija y siempre se lamentó por haber llevado a su hija a Chausa. Se culpaba a sí mismo diciendo: «¿Porqué no la maté con mis propias manos? ahora está sufriendo a manos de mi enemigo».

### Emperatriz viuda

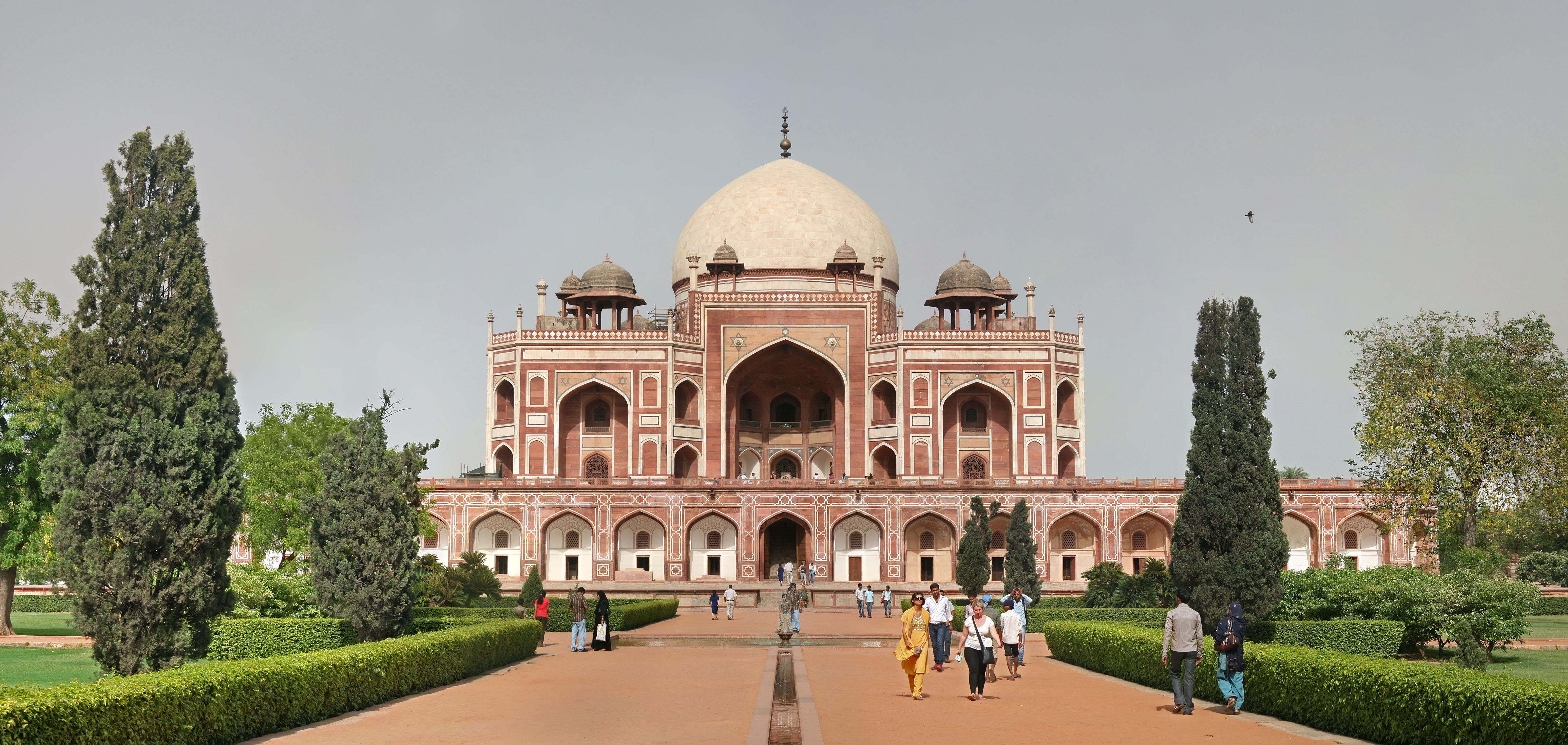
La tumba de Humayun (1565-1571) en Delhi, promovida por Bega Begum para honrar la memoria de su esposo Humayun.

Cuando Humayun falleció en el año 1556, la emperatriz quedó tan afligida que decidió dedicar su vida a un único objetivo: la construcción del mausoleo más magnífico del imperio, en un lugar cerca del río Yamuna en Nueva Delhi, como lugar de descanso eterno para el fallecido emperador. 
Bega Begum fue una mujer muy piadosa y, en el año 1564, emprendió una peregrinación hacia La Meca y Medina para el Hajj, ausentándose de la corte durante tres años. Antes de partir, hizo todos los arreglos necesarios para que se iniciara la construcción (financiándola con su propia fortuna) del mausoleo de su marido en Delhi y escogió al arquitecto persa, Mirak Mirza Ghiyas. La emperatriz viuda regresó del Hajj tres años más tarde, en 1567. Su cuñada Gulbadan Begum, también emprendió la peregrinación.
Después de regresar del hajj, llevó una vida retirada en Delhi y supervisó, fielmente, las obras de la tumba de su marido. El complejo, desde el año 1993, ha sido declarado por la Unesco como Patrimonio de la Humanidad, ya que es una de las primeras muestras del arte arquitectónico mogol. Es, además, uno de los complejos que mejor se han conservado. 
Bega también fue una gran patrocinadora de la educación y así, cuando acabó de construir la tumba de su marido, fundó una Madrasa cerca del mausoleo. También fue la responsable de la construcción de la Sarai Arab, cerca de la tumba.

## Muerte
Falleció en el año 1582 después de una breve enfermedad y fue llorada por su hijastro, el emperador Akbar, quien la quería como si fuera su segunda madre. Akbar escoltó su cuerpo hasta la Tumba de Humayun, donde fue sepultada junto a su marido.